# Beste Kökdemir
Beste Kökdemir (* 29. August 1993 in Sinop) ist eine türkische Schauspielerin.

## Leben und Karriere
Kökdemir wurde am 29. August 1993 in Sinop geboren. Sie besuchte die Grund-, Sekundar- und Oberschule in Sinop. An der Haliç Üniversitesi in Istanbul studierte sie Modedesign, wechselte aber nach einem Jahr an die Fakultät für Bühne und Darstellende Kunst der İstanbul Bilgi Üniversitesi.
Ihr Debüt gab sie 2012 in der Fernsehserie Çıplak Gerçek. 2013 trat sie in der Serie Behzat Ç. Bir Ankara Polisiyesi auf.
2015 wurde sie für die Serie Poyraz Karayel gecastet und wirkte in Tatlı Küçük Yalancılar mit. Anschließend war sie in der Serie Muhteşem Yüzyıl: Kösem zu sehen. Unter anderem spielte sie in dem Kinofilm Taş mit. 2018 bekam sie eine Rolle in Kalbimin Sultanı. 2019 bekam sie in der Fernsehserie Her Yerde Sen die Hauptrolle.

## Filmografie
Filme
- 2017: Taş
- 2022: Kim Bu Aile?

Serien
- 2012: Çıplak Gerçek
- 2013: Behzat Ç. Bir Ankara Polisiyesi
- 2014: Not Defteri
- 2015: Poyraz Karayel
- 2015: Tatlı Küçük Yalancılar
- 2015–2017: Muhteşem Yüzyıl: Kösem
- 2018: Kalbimin Sultanı
- 2019: Her Yerde Sen
- 2021: Alya Vol.2